# Kingsbury
Kingsbury London északnyugati részén, Brent kerületben fekszik. Nevének jelentése: királyi uradalom.

## Története
- John Logie Baird első kísérleti adását Angliából Berlinbe a Kings Manor egyik lóistállójából sugározta, melynek helyén ma a Veteran Club áll a Rose Green Parkban.
- Oliver Goldsmith 1771 és 1774 között az itteni Hyde Farmban lakott.
- David Murray, Mansfield 3. grófja az itteni Szent András temetőben van eltemetve.

## Legközelebbi helyek
- Burnt Oak
- Colindale
- Hendon
- Kenton
- Neasden
- Queensburry
- Wembley
- Harrow

## Közlekedés
A Kingsbury metróállomás az A4006-os jelű Kingsbury Roadon fekszik. Számos busz közlekedik erre, melyek érintik Kingsburyt, Kingsbury Greent, és Kingsbury Circle-t. A következő útvonalak jönnek ide: 83, 204, 302, 305, 79 és az N98 éjszakai busz. Ezekkel a járatokkal Edgware-be, Hendonba, Harrowba és Wembleybe lehet eljutni.

## Helyi parkok
- Barn Hill
- Fryett Country Park
- * Kingsbury Green Recreation Ground

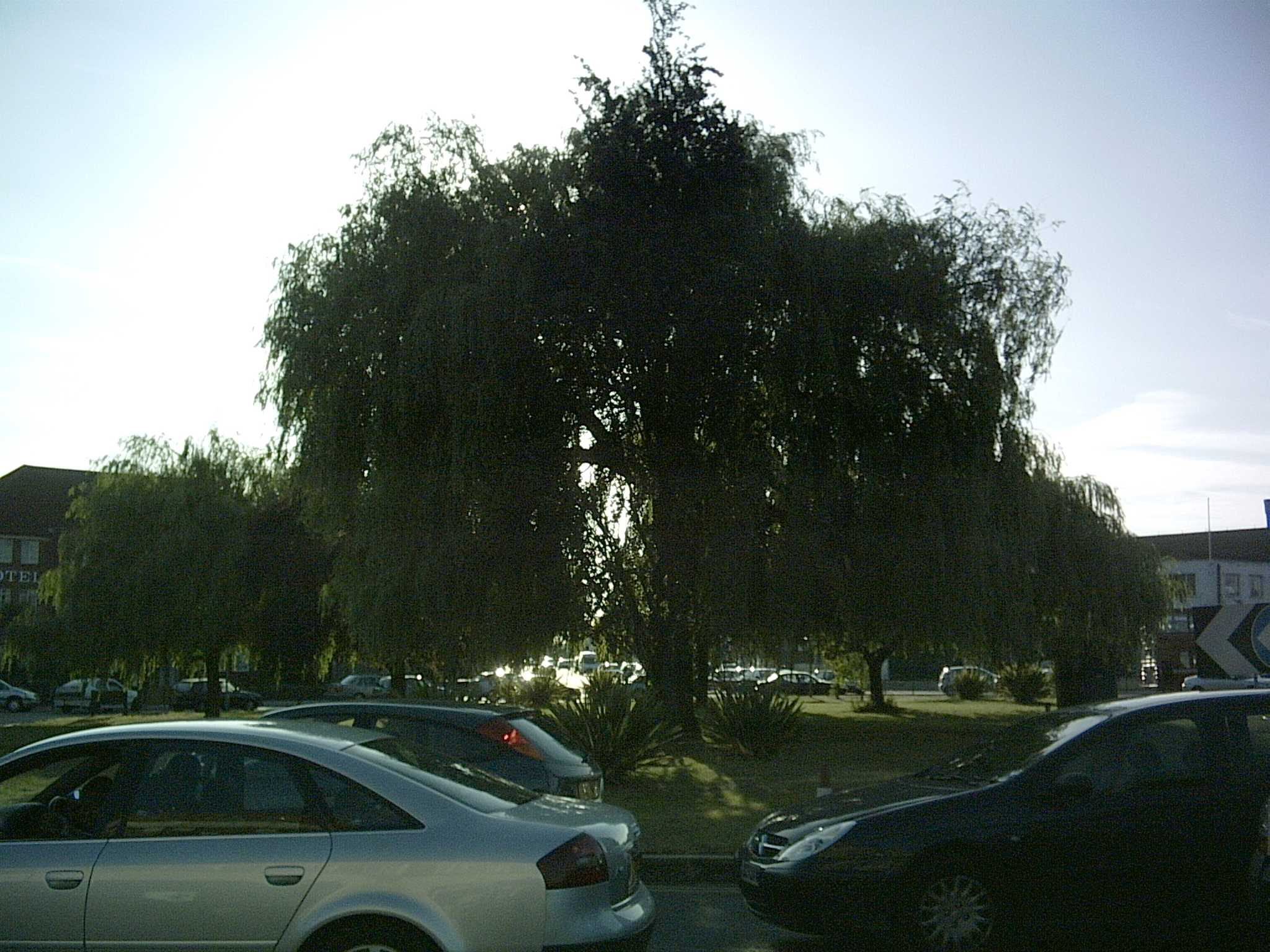
Kingsbury Circle, egy nagy közlekedési csomópont

- Roe Green Park
- Silver Jubilee Park

## Iskolák
- Kingsbury Középiskola
- Zsidó Szabadiskola (JFS)
- Fryent Általános Iskola
- Oliver Goldsmith Általános Iskola
- Kingsbury Green Általános Iskola
- Roe Green Általános Iskola
- St Robert Southwell Általános Iskola

## Külső hivatkozások
- Kingsbury öröksége Archiválva 2016. március 3-i dátummal a Wayback Machine-ben
- Kingsbury történelme Archiválva 2016. március 3-i dátummal a Wayback Machine-ben
- Highfort Court, Buck Lane Archiválva 2005. március 20-i dátummal a Wayback Machine-ben.